# Исаак Кардозо
Исаак Кардозо (исп. Isaac Cardoso, от рождения исп. Fernando Cardoso; изменил имя, отказавшись от христианства и приняв иудаизм; 1603/1604, Транкозу — 1683, Верона) — медик, писатель и философ XVII века.

## Биография и сочинения
Родился в Португалии в семье еврейского происхождения. С детства жил в Испании. Учился философии в Университете Саламанки и медицине в университете Вальядолида. 
С 1630 года жил в Мадриде, был врачом при дворе короля Филиппа IV. К этому периоду относится ряд трудов, подписанных именем Фернандо Кардозо: две книги по медицине — «О перемежающейся лихорадке» (лат. «De Febri syncopali», 1634) и «Об употреблении воды и снега» (исп. «De los Utilidades del agua y de la nieve…», 1637, речь идёт, разумеется, о медицинском употреблении), а также «Скорбное рассуждение о горе Везувий» (исп. «Discorso sobre el monte Vesuvio insigne per sus ruinas», 1632, по следам произошедшего годом ранее извержения), шуточный «Панегирик прелестям зелёного цвета» (исп. «Panegyrico y excellencias del color verde», 1635) и «Погребальная речь на смерть Лопе де Вега» (исп. «Oracion funebre en la muerte de Lope de Vega», 1635).
В 1648 г. Кардозо уезжает из Испании в Венецию, объявляет о своей приверженности иудаизму и принимает имя Исаак. С 1652 г. он живёт в Вероне, исполняя обязанности врача еврейской общины. В отличие от брата Михаэля Аврахама Кардозо, отрицательно относился к каббале. К этому времени относятся два важнейших сочинения Кардозо: «Свободная философия в семи книгах» (лат. «Philosophia libera in septem libros distributa», Венеция, 1673) и двухчастный трактат «Достоинства евреев и клевета на них» (исп. «Las excelencias y calunias de los Hebreos», Амстердам, 1679).